# 沃夫科韋 (敖德薩州)
47°0′50″N 30°39′54″E / 47.01389°N 30.66500°E
沃夫科韋（烏克蘭語：Вовкове）是位於烏克蘭西南部的村莊，由敖德萨州贝雷济夫卡区的科諾普利亞內市鎮負責管轄。該村始建於1924年，面積1.54平方公里，海拔高度37米，2001年人口129，人口密度每平方公里83.66人。